# Stephanopis furcillata
Stephanopis furcillata är en spindelart som beskrevs av Eugen von Keyserling 1880. Stephanopis furcillata ingår i släktet Stephanopis och familjen krabbspindlar. Inga underarter finns listade i Catalogue of Life.